# ساموش‌کر
ساموش‌کِر (به مجاری:  Szamoskér) یک منطقهٔ مسکونی در مجارستان است که در سابولچ-ساتمار-برگ واقع شده‌است. ساموش‌کر ۹٫۷۱ کیلومتر مربع مساحت و ۴۰۰ نفر جمعیت دارد.